# آرچر (نبراسکا)

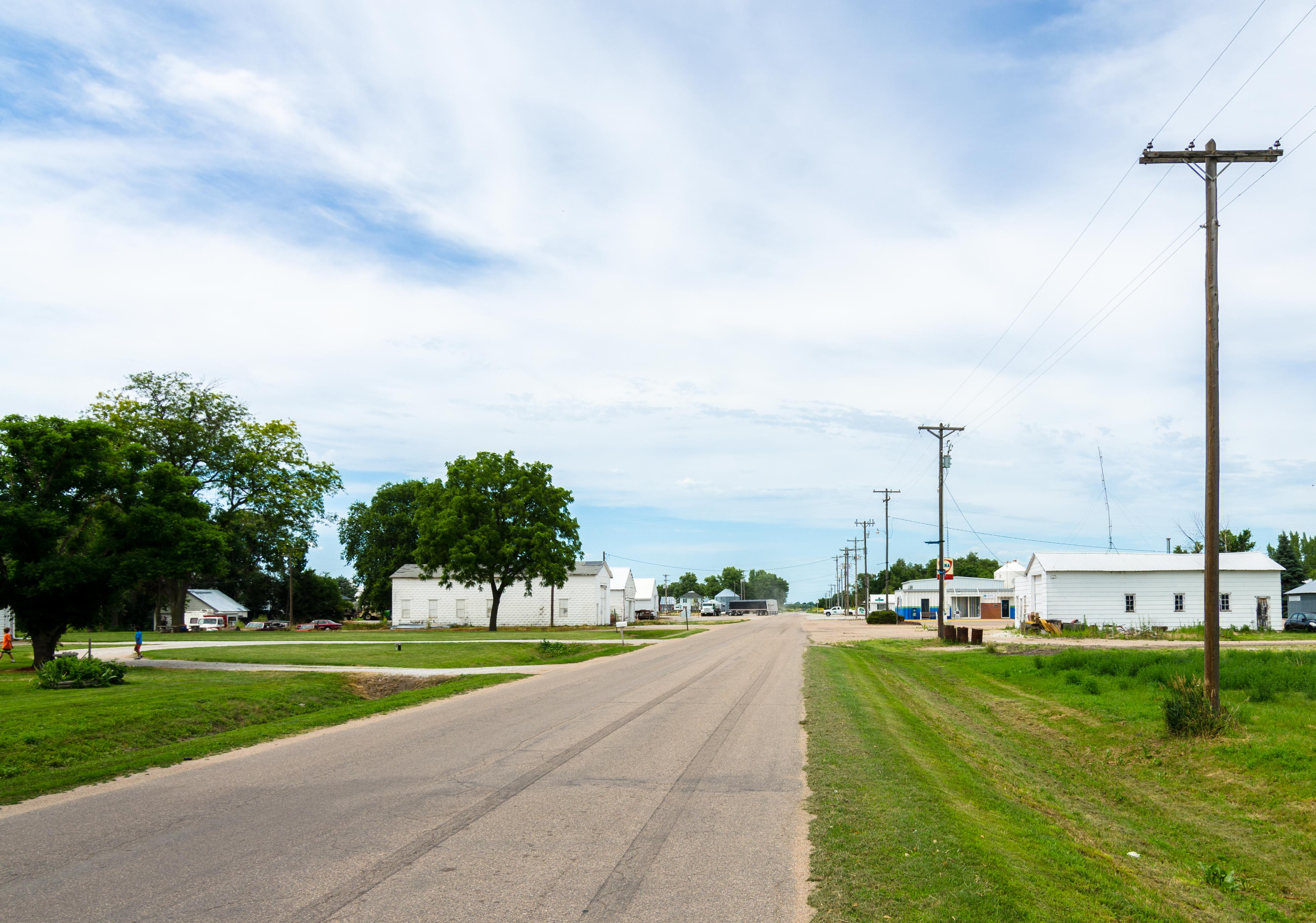
نمایی از شهر آرچر در ایالت نبراسکا، آمریکا - ۲۰۱۷

آرچر(به انگلیسی: Archer) شهری در ایالت نبراسکا کشور ایالات متحده آمریکا است که جمعیت آن در سرشماری سال ۲۰۱۰ میلادی، ۸۱ نفر بوده‌است.